# AAA世界トリオ王座
AAA世界トリオ王座は、AAAが管理、認定している王座。

## 歴代王者
| 歴代   | タッグチーム                                                                              | 戴冠回数 | 獲得日付       | 獲得場所                                   |
| ------ | ----------------------------------------------------------------------------------------- | -------- | -------------- | ------------------------------------------ |
| 初代   | ダミアン666 & ハロウィン & Xフライ                                                        | 1        | 2011年6月18日  | メキシコシティ                             |
| 第2代  | ロス・サイコ・サーカス （サイコ・クラウン & モンスター・クラウン & マーダー・クラウン）   | 1        | 2012年3月11日  | メヒコ州エカテペック                       |
| 第3代  | エル・コンセホ （トスカーノ & テハノ・ジュニア & マスカラ・アニョ・ドスミル・ジュニア）   | 1        | 2012年5月19日  | ゲレーロ州チルパンシンゴ                   |
| 第4代  | ロス・サイコ・サーカス （サイコ・クラウン & モンスター・クラウン & マーダー・クラウン）   | 2        | 2013年2月18日  | グアナフアト州イラプアト                   |
| 第5代  | ロス・ヘルブラザーズ （シベルネティコ & アベルノ & チェスマン）                           | 1        | 2015年6月14日  | ヌエボ・レオン州モンテレイ                 |
| 第6代  | エル・ソロ & ダーク・クエルボ & ダーク・エスコリア                                        | 1        | 2016年1月22日  | メキシコシティ                             |
| 第7代  | リッキー・マルビン & アベルノ & チェスマン                                                | 1        | 2016年11月4日  | アグアスカリエンテス州アグアスカリエンテス |
| 第8代  | グラン・アパッチェ & マリー・アパッチェ & ファビー・アパッチェ                            | 1        | 2017年3月5日   | トラスカラ州アピサコ                       |
| 第9代  | ソウル・ロッカー & カルタ・ブラバ・ジュニア & モチョ・コタ・ジュニア                      | 1        | 2017年1月22日  | バハ・カリフォルニア州ティフアナ           |
| 第10代 | ロスOGT （アベルノ & チェスマン & スペル・フライ）                                        | 1        | 2017年11月3日  | ケレタロ州ケレタロ                         |
| 第11代 | ティト・サンタナ & カルタ・ブラバ・ジュニア & モチョ・コタ・ジュニア                      | 1        | 2018年1月26日  | メキシコシティ                             |
| 第12代 | ラレド・キッド & ミステシス・ジュニア & エル・イホ・デル・ビキンゴ                        | 1        | 2018年12月2日  | アグアスカリエンテス州アグアスカリエンテス |
| 第13代 | オクタゴン・ジュニア & ミステシス・ジュニア & エル・イホ・デル・ビキンゴ                  | 1        | 2019年8月3日   | メキシコシティ                             |
| 第14代 | ロス・メルセナリオス （テハノ・ジュニア & レイ・エスコルピオン & ラ・イエドラ）           | 1        | 2021年5月2日   | プエブラ州サン・ペドゥロ・チョルラ         |
| 第15代 | ラ・エンプレサ （DMTアスル & プーマ・キング & サム・アドニス）                            | 1        | 2022年3月5日   | メキシコシティ                             |
| 第16代 | ラ・ヌエバ・ヘネラシオン・ディナミタ （サンソン & クアトレロ & フォラステロ）             | 1        | 2022年8月5日   | アグアスカリエンテス州アグアスカリエンテス |
| 第17代 | シコシス（初代） & トクシン & アビスモ・ネグロ・ジュニア                                  | 1        | 2023年7月21日  | アグアスカリエンテス州アグアスカリエンテス |
| 第18代 | ロス・サイコ・サーカス （マーダー・クラウン & パニック・クラウン & デーブ・ザ・クラウン） | 1        | 2024年11月17日 | コアウイラ州サルティーヨ                   |